# Beaux Arts Trio

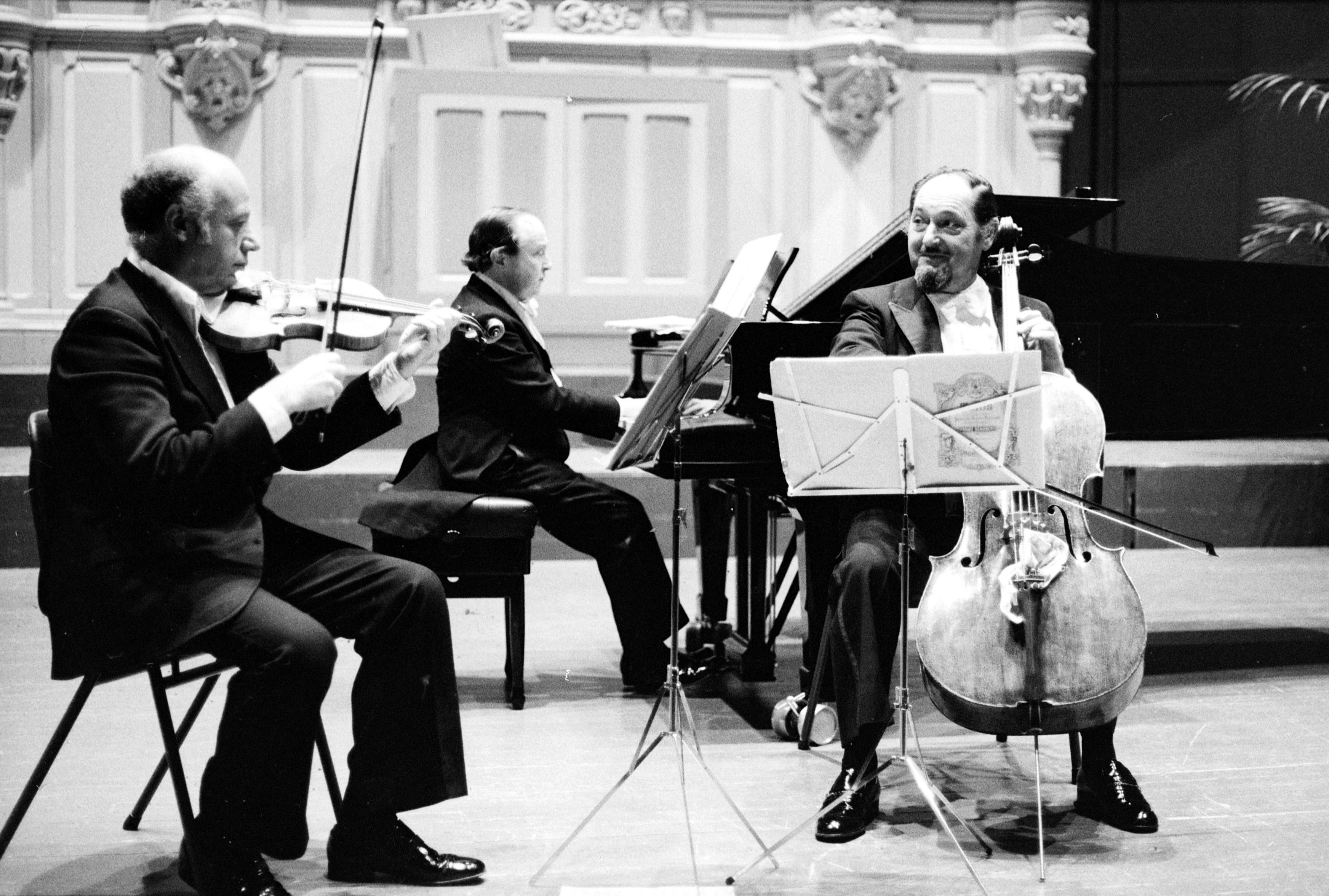
Beaux Arts Trio (1978)

Das Beaux Arts Trio war ein amerikanisches Klaviertrio und eines der bedeutendsten weltweit. Es galt 53 Jahre als wegweisend vor allem im klassisch-romantischen Repertoire.
Während seiner ganzen Existenz wurde das Trio vom Pianisten Menahem Pressler zusammengehalten. 

## Geschichte
1955 nahm Pressler mit Daniel Guilet und Bernard Greenhouse die Klaviertrios von Wolfgang Amadeus Mozart auf Schallplatte auf. Die Aufnahmen waren derart erfolgreich, dass sich die drei entschlossen, als „Beaux Arts Trio“ zusammenzubleiben.
In den nachfolgenden Jahren gab es mehrere Veränderungen bei der Besetzung von Violine und Violoncello:
- Violine: Isidore Cohen (1969–1992, vorher 2. Geiger im Juilliard String Quartet), Ida Kavafian (1992–1998), Yung Uck Kim (1998–2002), Daniel Hope (seit 2002)
- Violoncello: Peter Wiley (1987–1998, wechselte zum Guarneri String Quartet, als dort sein Lehrer David Soyer ausschied), Antonio Meneses (seit 1998)

Die längste und gewissermaßen „klassische“ Besetzung war Pressler/Cohen/Greenhouse (1969–1987).
2008 löste sich das Trio auf. Am 23. August 2009 gab das Trio jedoch noch ein letztes Abschiedskonzert im Rahmen der Mendelssohn-Festtage 2009 in Leipzig.

## Trivia
- Der Name der Musikkabarettgruppe BosArt Trio ist eine Verballhornung von Beaux Arts Trio.